# Operacja Battleaxe
Operacja Battleaxe (ang. Topór bojowy) – brytyjska operacja wojskowa przeprowadzona w toku kampanii afrykańskiej podczas II wojny światowej, w dniach 15–17 czerwca 1941 roku, z zamiarem wyparcia wojsk państw Osi ze wschodniej Cyrenajki oraz przerwania pierścienia okrążenia wokół Tobruku.
Pomimo początkowych sukcesów, atakujące oddziały brytyjskie nie zdołały przedrzeć się przez silnie umocnione pozycje sił niemiecko-włoskich pod dowództwem gen. Erwina Rommla i utraciły ponad połowę czołgów. Porażka wojsk brytyjskich doprowadziła do odwołania gen. Archibalda Wavella z funkcji głównodowodzącego wojsk na Bliskim Wschodzie i powołania Claude'a Auchinlecka.

## Tło sytuacyjne

### Operacja Sonnenblume
Pod koniec marca 1941 r., wkrótce po przybyciu niemieckiego Afrika Korps do Trypolisu w Libii w celu wzmocnienia Włochów, siły państw Osi szybko zajęły pozycje brytyjskie w El Agheila i do połowy kwietnia dotarły aż do Sallum w Egipcie. Brytyjczycy kontrolowali w Libii już tylko ufortyfikowany port w Tobruku, który był oblegany przez siły niemiecko-włoskie. Po poinformowaniu przez gen. Archibalda Wavella, że Siły Pustyni Zachodniej są znacznie słabsze od sił Osi w Afryce Północnej, premier Winston Churchill nakazał, aby konwój morski transportujący czołgi i myśliwce Hawker Hurricane, Konwój WS 58 (kryptonim Tiger), przepłynął przez Morze Śródziemne zamiast wokół Przylądka Dobrej Nadziei, skracając podróż o czterdzieści dni, ale ryzykując zatopieniem przez włoskie okręty podwodne.

### Tobruk
Niemieckie dowództwo sił zbrojnych (Oberkommando der Wehrmacht) wysłało gen. Friedricha Paulusa do Afryki, aby zbadał sytuację. 12 maja gen. Paulus, po tym, jak był świadkiem jednej z nieudanych prób Rommla zaatakowania Tobruku, wysłał raport do OKW, w którym opisał pozycję Afrika Korps jako słabą, z krytycznymi brakami paliwa i amunicji. W obliczu zbliżającej się operacji Barbarossa feldmarszałek Walther von Brauchitsch, naczelny dowódca armii niemieckiej, nakazał Rommlowi, aby nie posuwał się dalej ani nie atakował Tobruku ponownie.

### Operacja Brevity

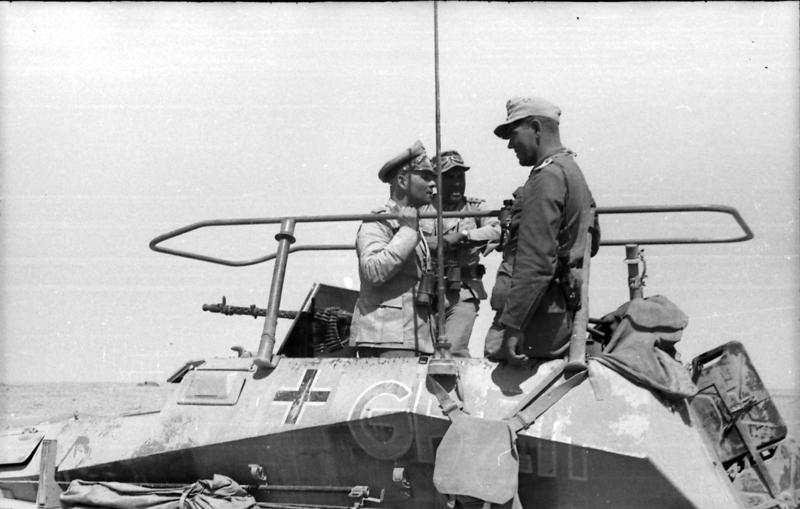
Gen. Erwin Rommel w swoim pojeździe dowodzenia, Sd.Kfz.250/3

Dzięki systemowi Ultra Brytyjczycy przechwycili raport Paulusa. Churchill, wierząc, że jedno silne uderzenie odrzuciłoby siły niemieckie spod bram Tobruku, zaczął zwiększać presję na Wavella, aby ten zaatakował. Operację Brevity szybko zaplanowano jako ograniczoną operację, mającą na celu przejęcie Sollum, przełęczy Halfaya i fortu Capuzzo, a następnie przejście w stronę Sidi Aziez i Tobruku. Operacja miała być kontynuowana w zakresie, w jakim pozwoliłaby na to ogólna sytuacja na froncie, ale nie ryzykując utratą zaangażowanych sił; celem doraźnym było zniszczenie jak największej ilości sprzętu wojsk Osi i zabezpieczenie przyczółka dla zbliżającej się, większej operacji Battleaxe, gdy tylko nowe czołgi zostaną dla niej udostępnione. Operacja Brevity rozpoczęła się 15 maja; Fort Capuzzo i przełęcz Halfaya zostały zdobyte, ale następnego dnia gen. William Gott, obawiając się, że jego 22 Brygada Gwardii zostanie zniszczona, jeśli zaatakują ją na otwartej przestrzeni niemieckie czołgi, postanowił wycofać prawie całą siłę z powrotem do przełęczy Halfaya i operacja zakończyła się 17 maja. Przełęcz została odbita przez małe siły niemieckie 27 maja w operacji Skorpion.

### Grecja i Kreta
Do końca maja grecka wyspa Kreta została zdobyta przez Niemców w krwawej operacji Merkury, co zapewniło Luftwaffe więcej lotnisk polowych, z których można było atakować aliancką żeglugę i chronić ich własne konwoje zaopatrzeniowe oraz żołnierzy w Cyrenajce; opóźnianie operacji Battleaxe mogło oznaczać silniejszą opozycję wojsk Osi w Afryce. Brytyjscy szefowie sztabów stwierdzili, że konieczne jest przejęcie kontroli na obszarze pomiędzy Sollum a Derną i przywrócenie tam działalności brytyjskich sił powietrznych.

## Preludium

### Konwój Tygrys
12 maja konwój Tygrys przybył do Aleksandrii z 238 czołgami i 43 myśliwcami. Na siły pancerne składało się 21 czołgów lekkich Mk VI, 82 czołgi pościgowe (w tym 50 nowych czołgów Crusader) i 135 czołgów piechoty. Wystąpiły opóźnienia w rozładunku czołgów, które musiały zostać przystosowane do użytkowania w terenie pustynnym, dlatego operacja Battleaxe została przełożona na 10 czerwca. Czołgi były przeznaczone dla 7 Dywizji Pancernej, która była nieaktywna od lutego, po tym jak większość jej czołgów zużyła się podczas operacji Compass.

### Brytyjski plan ataku

Kwestionowany obszar graniczny operacji Battleaxe

28 maja Wavell wydał dyspozycje w sprawie operacji Battleaxe, składającej się z trzech etapów; siły Osi miały zostać pokonane na granicy, a obszar Halfaya, Sollum, Fortu Capuzzo i Sidi Aziez musiał zostać zabezpieczony. W drugiej fazie XIII Korpus miał zająć obszar wokół Tobruku i El Adem, a następnie miały zostać zdobyte obszary Derny i Mechili. Plan był oparty na informacjach wywiadowczych, które błędnie wskazywały, że 2⁄3 niemieckich czołgów znajdowało się wokół Tobruku, co dałoby Brytyjczykom decydującą przewagę techniczną na granicy. Atak został pierwotnie zaplanowany na 7 czerwca, ale został przesunięty z powodu nalegań gen. Michaela O'Moore Creagha, którego szwadrony pancerne otrzymały swoje czołgi dopiero 9 czerwca. Nowa data operacji to 15 czerwca, co dawało Creaghowi pięć dni na dodatkowe szkolenie załóg.
W pierwszym etapie Brytyjczycy mieli posuwać się naprzód w trzech następujących po sobie atakach, aby oczyścić region przygraniczny. Wzdłuż wybrzeża nacierać miały Coast Force, a w głębi lądu Escarpment Force. Pierwszy komponent był odpowiedzialny za zdobycie przełęczy Halfaya, podczas gdy ten drugi miał przejąć resztę granicy w rejonie Fortu Capuzzo, Musaid i Sollum. 7 Pancerna Grupa Brygadowa i artyleria Grupy Wsparcia miały zaatakować i zniszczyć niemieckie czołgi, które podobno znajdowały się na grzbiecie Hafida. To również uwięziłoby jednostki Osi na granicy pomiędzy atakującymi a resztą sił brytyjskich. Po zdobyciu granicy 7 Pancerna Grupa Brygadowa miała zreorganizować się i iść dalej na północ, by uwolnić Tobruk. Połączone siły, po dotarciu do garnizonu Tobruku, nacierałyby wciąż na zachód, wypierając Niemców jak najdalej w głąb Libii.
Trzy dni przed rozpoczęciem operacji Battleaxe, aby zmiękczyć siły Osi, brytyjskie bombowce miały zbombardować Bengazi, podczas gdy wszystkie samoloty zdolne do ataku naziemnego miały ostrzelać ruch wojsk niemiecko-włoskich na granicy. Po rozpoczęciu bitwy myśliwce miały patrolować prewencyjnie niebo nad alianckimi siłami lądowymi, podczas gdy średnie bombowce miały czekać w gotowości, aby zaatakować kolumny Osi. Priorytet operacji Battleaxe był tak wysoki, że marsz. Arthur Tedder (naczelny dowódca lotnictwa wojskowego na Bliskim Wschodzie) został poinstruowany przez szefów sztabów, aby zaakceptował znaczące ryzyko w innych teatrach działań wojennych poprzez przekierowanie im wszelkiej możliwej pomocy lotniczej. Gen. Noel Beresford-Peirse i Tedder ustanowili główną kwaterę z tyłu, w Sidi Barrani i Maaten Baggush. Beresford-Peirse wybrał Sidi Barrani, ponieważ choć było ono oddalone tylko o pięć godzin jazdy od pola bitwy, to dysponowało najbardziej zaawansowanym lotniskiem dla samolotów zwiadowczych, a także był najbardziej wysuniętą do przodu pozycją, z której można utrzymywać łączność z Maaten Baggush.

### Przygotowania wojsk Osi

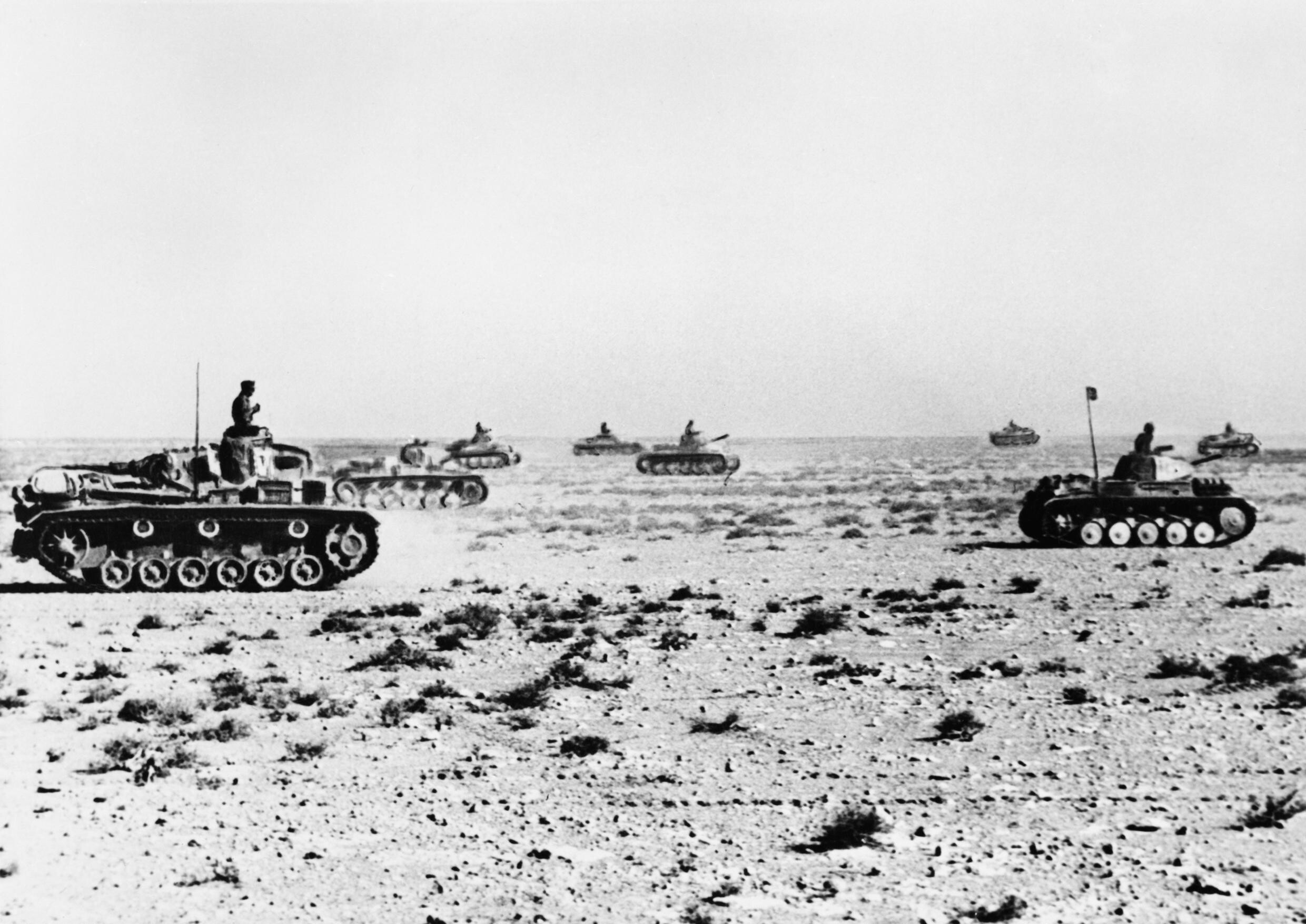
Niemieckie czołgi wkraczają na pustynię krótko przed bitwą pod Sollum

Chociaż operacja Brevity nie pozwoliła Brytyjczykom zdobyć żadnego terytorium, pokazała Rommlowi, że jego obronę na linii frontu można dość łatwo złamać. Przewidując kolejne brytyjskie ataki, siły Osi utworzyły linię umocnień od Halfaya do Sidi Azeiz, umieszczając szereg dział i min przeciwpancernych na przełęczy Halfaya, w punkcie 206 (na południe od Fortu Capuzzo) i w punkcie 208 (na zachód od Fortu Capuzzo, na grzbiecie Hafida). Podstawowa odpowiedzialność za obronę graniczną spoczywała na 15 Dywizji Pancernej, która 8 czerwca otrzymała nowego dowódcę, gen. Waltera Neumanna-Silkowa. Słabe zabezpieczenie komunikacji w 7 Dywizji Pancernej sprawiło, że Rommel wiedział o operacji dziewięć godzin przed jej rozpoczęciem. Rommel wysłał 5 Dywizję Lekką na południe od Tobruku, gotowy do użycia jej w obszarze Sollum lub Tobruku i nakazał silny ostrzał artyleryjski oblężonej twierdzy w noc przed operacją, aby zapobiec próbie wyrwania się z okrążenia alianckiego garnizonu. 

Niestety nasze zapasy benzyny były mocno wyczerpane i z pewnym niepokojem oczekiwaliśmy nadchodzącego ataku brytyjskiego, ponieważ wiedzieliśmy, że o naszych ruchach decydować będzie wskaźnik benzyny, a nie wymagania taktyczne - gen. Erwin Rommel.

## Bitwa

### 15 czerwca

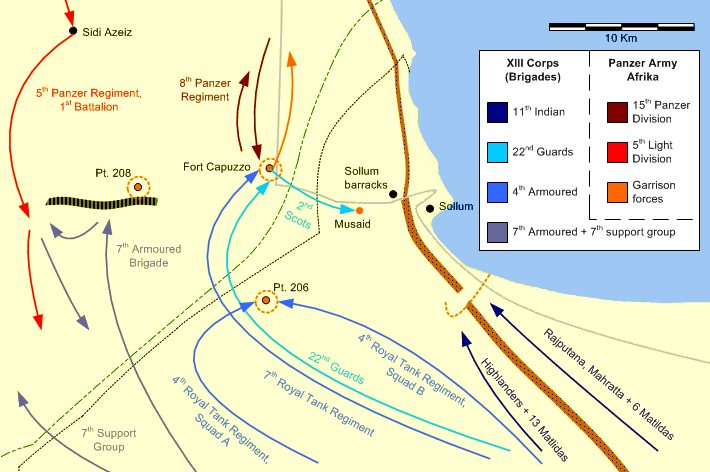
Pierwszy dzień operacji Battleaxe

W przypadku RAF-u pierwszego dnia wszystko poszło zgodnie z planem. Kolumny zaopatrzenia wojsk Osi i lotniska były wielokrotnie atakowane aż do początku ataku, a po rozpoczęciu operacji brytyjskie kolumny mogły bez przeszkód przemieszczać się ze swoich punktów wyjściowych w Sofafi i Buq-Buq do miejsc docelowych objętych osłoną myśliwców RAF-u. Samoloty Osi wykonały tylko sześć ataków tego dnia. Po wschodniej stronie, o godz. 5:15 Coast Force, prowadzone przez brygadę Reginalda Savory'ego z zadaniem zdobycia Przełęczy Halfaya, osiągnęły swój cel. Na skarpie znajdowała się grupa Halfaya, w skład której weszli żołnierze 2. batalionu Pułku Queen's Own Cameron Highlanders, 13 czołgów (dwanaście Matyld i jeden czołg lekki) szwadrony C 4 Królewskiego Pułku Czołgów (który przechwycił przełęcz Halfaya podczas operacji Brevity) i bateria artylerii z 31 Pułku Polowego. Na wschód od nich i poniżej krawędzi skarpy znajdowały się 1. batalion 6 Pułku Sztelców Rajputana i 2. batalion 5 Pułku Lekkiej Piechoty Mahratta, dwa oddziały ze szwadronu A 4. Królewskiego Pułku Pancernego i kilka dział 25-funtowych.
O godz. 5:40 brytyjska artyleria z Grupy Halfaya miała otworzyć ogień do sił niemieckich i włoskich w Halfaya, aby osłaniać czołgi i piechotę, ale bateria ugrzęzła w czasie transportu w miękkim piasku. Po odczekaniu do godz. 6:00, 15 minut po rozpoczęciu walk na zachód pod skarpą, dowódca szwadronu C rozkazał swoim czołgom zaatakować na szczycie przełęczy; wkrótce potem działa przeciwpancerne obrońców otworzyły ogień i w ciągu kilku godzin wszystkie brytyjskie maszyny oprócz jednego czołgu lekkiego i jednej Matyldy zostały zniszczone, w tym także czołg Milesa. Cameron Highlanders wkrótce zostali wyparci przez oddział niemieckich samochodów pancernych i piechotę zmotoryzowaną. Poniżej skarpy cztery Matyldy zostały wyłączone z walki przez miny przeciwpancerne, które miały zostać usunięte; zablokowało to drogę pozostałym dwóm maszynom i zredukowało siłę ognia czołgu piechoty do stacjonarnego działa w bunkrze. Strzelcy Rajputana i Mahratta kilkakrotnie próbowali dotrzeć do przełęczy, ale za każdym razem byli odrzucani; ci pierwsi stracili dowódcę w ostatnim ataku.
W środku 7 Królewski Pułk Czołgów dotarł do Fortu Capuzzo do południa i rozproszył obrońców, którzy wycofali się na północ, aby dołączyć do 15 Dywizji Pancernej, pomiędzy nimi a Bardiją. Niedługo potem stawili czoła kilku kontratakom batalionu z 8 Pułku Pancernego 15 Dywizji Pancernej. Po dołączeniu do 22 Brygady Strażników stanęli w obliczu ostatniego i największego kontrataku o godz. 18:30, ale udało im się go odeprzeć. Nie były to poważne ataki, ponieważ Rommel nie zaangażowałby 15 Dywizji Pancernej bez dodatkowych informacji o sytuacji na polu walki. 8 Pułk Pancerny stoczył krótką potyczkę, a następnie udał się pozorowany odwrót, aby sprowokować załogi czołgów Matylda do pogoni, w zasięg ukrytych dział przeciwpancernych. Żadna ze stron nie odniosła dużych strat w wyniku tych działań. W odpowiedzi na zdobycie przez Brytyjczyków Fortu Capuzzo i zaniepokojony możliwym atakiem na Sollum i Bardię, Rommel rozkazał 5 Dywizji Lekkiej w Sidi Azeiz przygotować się na ewentualny kontratak.

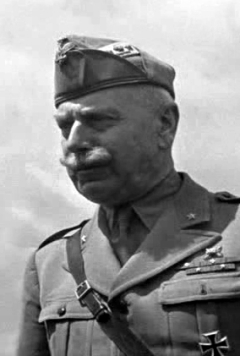
Marsz. Italo Gariboldi

Reszta 4 Królewskiego Pułku Czołgów była używana jako osłona flanki dla 7 Królewskiego Pułku Czołgów. Podczas gdy szwadron B był utrzymywany w rezerwie, trzy pozostałe oddziały szwadronu A (12 czołgów) odniosły początkowy sukces w walce na punkcie umocnionym 38, biorąc 200 jeńców i zdobywając osiem dział polowych praktycznie bez strat. Zyski te zostały utracone, gdy szwadron odrzucono spod punktu 206, a siły niemieckie kontratakowały na punkt 38. Wieczorem, po tym, jak został zredukowany do tylko jednego sprawnego czołgu, szesnaście maszyn szwadronu B zostało rzuconych do ataku, a punkt 206 zdobyty. Realizując te cele, Brytyjczycy wzięli kolejnych 500 jeńców niemieckich i włoskich. Tej nocy batalion 22 Brygady Gwardii z 2 Pułku Gwardii Szkockiej był w stanie posunąć się dalej na wschód i zająć posterunek w Musaid.
Po zachodniej stronie 7 Brygada Pancerna umieściła 2 Królewski Pułk Czołgów, wyposażony w starsze czołgi pościgowe, przed 6 Królewskim Pułkiem Czołgów, aby wykorzystać jego nowe czołgi Crusader jako element zaskoczenia. Siły dotarły do grzbietu Hafida (który faktycznie składał się z trzech mniejszych grzbietów) około godziny 9:00. Po przekroczeniu pierwszego grzbietu 2 Królewski Pułk Czołgów został zaatakowany z bliskiej odległości przez okopane działa przeciwpancerne, które zniszczyły dwa czołgi Crusader A9, zanim reszta zdążyła się wycofać. Taki rozwój sytuacji stanowił poważny problem dla brygady, ponieważ czołgi Crusader były uzbrojone w 2-funtowe działa przeciwpancerne, do których brakowało pocisków burzących niezbędnych dla wsparcia piechoty i artylerii. Wsparcie artyleryjskie nie było dostępne, ponieważ zostało przyłączone do Grupy Wsparcia na południowym zachodzie i obejmowało flankę 7 Brygady Pancernej.
Postanowiono podjąć próbę ataku z boku, czekając na przybycie artylerii. Niewielka grupka czołgów z 2 Królewskiego Pułku Czołgów została wysłana do zachodniej części grzbietu Hafida, z rozkazem skręcenia w pierwszą dolinę. Początkowo atak poszedł dobrze, ponieważ czołgi zaskoczyły siły Osi i były w stanie przejechać swoimi gąsienicami po stanowiskach karabinów maszynowych, tracąc w tym czasie tylko jeden czołg. Gdy zbliżali się do punktu 208 w drodze na wschód, dowódca dowiedział się o jego umocnieniach i nakazał swoim jednostkom wycofać się; jednak z powodu braku wyposażenia tylko część czołgów została wyposażona w radio, a pozostałe pięć, nie otrzymując rozkazu, kontynuowało atak w kierunku punktu 208 i zostało zniszczonych przez działa 88 mm.

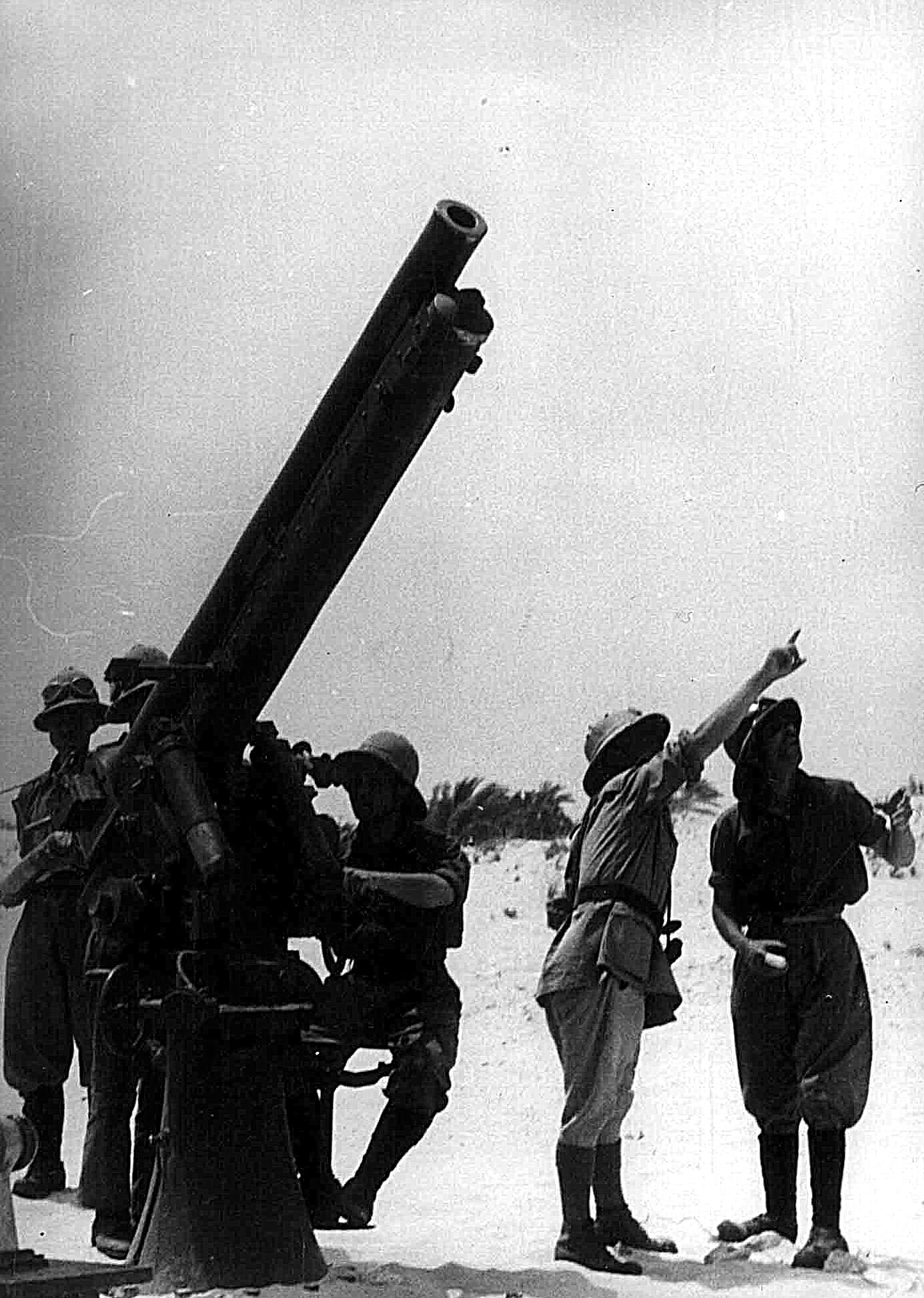
Obrona Fortu Capuzzo przez załogę włoskiego działa przeciwlotniczego

Wkrótce nadeszły doniesienia ze zwiadowczych samolotów alianckich, że zbliżają się niemieckie czołgi i wydano rozkaz, aby jak najszybciej oczyścić grzbiety i wykorzystać korzystny teren do obrony w nadchodzącej bitwie pancernej. O 17:30 nadeszły doniesienia od wysuniętych obserwatorów, że obrońcy wycofują się z grzbietu Hafid. Po oczyszczeniu pierwszego grzbietu wyglądało na to, że raporty były dokładne, ponieważ niemieckie ciężarówki i holowane działa oddalały się od drugiego grzbietu. Pościg rozpoczął się, ale gdy siły brytyjskie oczyściły drugi grzbiet, wojska niemiecko-włoskie zastawiły pułapkę i ostrzelały czołgi Crusader z bliskiej odległości; w ciągu kilku minut 11 Crusaderów zostało zniszczonych, a 6 innych poważnie uszkodzonych. Piechota Osi i działa przeciwpancerne, pozbawione okopanych pozycji, również poniosły znaczne straty. Ponad trzydzieści niemieckich czołgów z batalionu 5 Pułku Pancernego, wchodzących w skład 5 Dywizji Lekkiej, która wcześniej stacjonowała na północ w Sidi Azeiz, przybywało z zachodu.
Pod koniec pierwszego dnia Fort Capuzzo został zdobyty, ale nie przełęcz Halfaya, ani grzbiet Hafid, a Brytyjczycy stracili znaczną liczbę czołgów. 7 Brygada Pancerna 2 Królewskiego Pułku Pancernego została zmniejszona do 28 czołgów pościgowych, a 6 Królewski Pułk Pancerny do zaledwie 20 z 50 Crusaderów; wiele czołgów, które zostały uszkodzone, porzucono na polu bitwy, gdy 7 Brygada Pancerna wycofała się z grzbietu Hafida, pozostawiając je do zajęcia przez niemieckie zespoły inżynieryjne. 4 Brygada Pancerna, ze swej pierwotnej siły około 100 czołgów Matylda, spadła do 37 (choć 11 zostało naprawionych następnego dnia rano). Straty niemieckich sił pancernych były niewielkie, choć wiele osób poniosło śmierć w garnizonach na grzbiecie Hafid, w punkcie 206 i Forcie Capuzzo. Gen. Beresford-Peirse planował, aby 11 Brygada Piechoty kontynuowała atak następnego dnia na przełęczy Halfaya, 22 Brygada Gwardii utrzymywała swoją pozycję, a 4 Brygada Pancerna wzmocniła 7 Brygadę Pancerną, aby wspólnie osiągając przewagę liczebną, zaatakować 5 Dywizję Lekką.
Za pośrednictwem wywiadu Rommel miał dość jasny obraz sytuacji brytyjskiej, w tym strat, problemów i nowych rozkazów wydanych przez Beresford-Peirse'a. Rommel był zaniepokojony położeniem swoich sił na przełęczy Halfaya, które zostały uwięzione przez 22 Brygadę Gwardii z jednej strony i 11 Brygadę Piechoty z drugiej i którym brakowało zapasów. Jego plan polegał na tym, by 5 Dywizja Lekka, która do północy prawie w całości dotarła do Sidi Azeiz, pojechała na południe w kierunku Sidi Omar, a następnie na wschód w kierunku Sidi Suleiman, a następnie na północny wschód do przełęczy Halfaya, zbliżając się do 11 Brygady Piechoty od tyłu. Aby zapobiec ponownemu rozmieszczeniu Matyld, w celu wzmocnienia 7 Brygady Pancernej, jak zaplanował Beresford-Peirse, albo w celu wsparcia sił brytyjskich w Halfaya, Neumann-Silkow otrzymał rozkaz odbicia Fortu Capuzzo. Rozkazał rozpocząć ataki, gdy będzie jeszcze ciemno, ponieważ Brytyjczycy zamierzali rozpocząć swoje uderzenia wkrótce po świcie.

### 16 czerwca

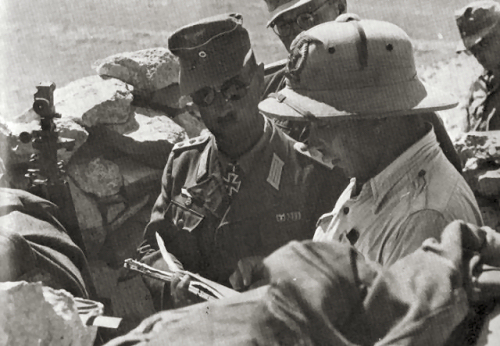
Bach na pozycji włoskiej baterii, przełęcz Halfaya

11 Brygada Piechoty wznowiła atak na przełęcz Halfaya, ale spotkała się z taką samą porażką jak poprzedniego dnia. Siły Bacha – choć przytłoczone liczebnie oraz ilością zasobów przez wroga i prawie bez zapasów – były teraz całkowicie otoczone, a zatem nie mogły się wycofać, nawet gdyby były do tego skłonne. Masservy zauważył ten brak postępów i zlekceważył rozkazy Beresforda-Peirse'a dotyczące zwolnienia swoich czołgów, dlatego postanowił zatrzymać kilka pozostałych Matyld, które miał, dopóki nie uda się im złamać obrony wojsk Osi. Neumann-Silkow rozpoczął atak na Fort Fortuzzo o godz. 6:00. Pod swoim dowództwem zorganizował 80 czołgów w dwie kolumny i zaatakował fort z każdej strony. Atak poszedł źle od samego początku, ponieważ 15 Dywizja Pancerna wpadła bezpośrednio na ciężką artylerię oraz 25-funtowe działa i czołgi Matlyda. Do godz. 10:00 15 Dywizja Pancerna straciła pięćdziesiąt czołgów, a do godz. 12:00 Niemcy zostali zmuszeni do wycofania się. Wkrótce po odwrocie sił niemieckich Gwardia Szkocka ruszyła dalej na zachód, zdobywając koszary Sollum, aby uniemożliwić siłom Osi flankowanie na wschodzie lub połączenie się z garnizonem Halfaya.
Począwszy od świtu, 5 Dywizja Lekka zaczęła przesuwać się na południe za zachodnią krawędź grzbietu Hafida. 7 Brygada Pancerna dotrzymała im kroku na wschodzie i dołączyła do niej 7 Grupa Wsparcia, gdy obie jednostki zbliżyły się do Sidi Omar. Podczas nieoczekiwanych starć brytyjskie czołgi miały kilka okazji do udanych ataków na nieuzbrojone niemieckie pojazdy transportowe, ale znalazły się w znacznie mniej korzystnej sytuacji, gdy zostały zaatakowane przez niemieckie czołgi, które zastosowały wobec nich niezwykle skuteczną taktykę. Panzer IV, uzbrojone w działa 75 mm o skutecznym zasięgu ~2750 m, mogły otworzyć ogień, znajdując się daleko poza ok. 460 m zasięgiem 2-funtowych armat zamontowanych w brytyjskich czołgach. Choć spowodowało to minimalne uszkodzenia brytyjskich czołgów, zdziesiątkowało ich holowaną 25-funtową artylerię, która musiała się wycofać. Nie przejmując się od tej pory brytyjską artylerią, Panzer IV i uzbrojone w działa 50 mm Panzer III mogły następnie bezpiecznie zbliżyć się na krótki dystans do swoich brytyjskich rywali i wystrzelać jeden po drugim słabo uzbrojone czołgi pościgowe, pozostając ciągle poza zasięgiem brytyjskich dział czołgowych. Gdy brytyjskie czołgi próbowały ruszyć naprzód, aby zaatakować niemieckie jednostki pancerne, te drugie szybko wycofały się pod osłoną dział przeciwpancernych, podczas gdy lżejsze elementy pancerne zaczęły przemieszczać się po brytyjskich flankach. Co gorsza, 7 Brygada Pancerna cierpiała z powodu licznych awarii. Wieczorem oba pułki 7 Brygady Pancernej wycofały się na wschód od granicy i 7 Grupy Wsparcia. O 19:00, gdy zapadł zmierzch, 5 Dywizja Lekka osłabiła dalej 7 Brygadę Pancerną atakiem, który zakończył się dopiero po zapadnięciu zmroku.
Rommel – który widział wcześniej kilka starć między 7 Brygadą Pancerną a 5 Dywizją Lekką – postanowił wykonać pełny atak przeciwko 7 Brygadzie Pancernej. O 16:00 rozkazał 15 Dywizji Pancernej pozostawić tylko niewielkie elementy na swojej pozycji na północ od Fortu Capuzzo i pospieszyć na północną flankę 5 Dywizji Lekkiej, która naciskała na wschód do Sidi Suleiman. Miał nadzieję odciąć większość sił brytyjskich, okrążyć je, a następnie wyeliminować. Po południu Wavell poleciał do Beresford-Peirse'a, aby uprościć podejmowanie decyzji. Kiedy przybył, Beresford-Peirse'a nie było, spotykał się w tym czasie z Messervym i Creaghem, gdzie potwierdził swoje rozkazy dla piechoty, by utrzymała kierunek ataku na Halfayę i utrzymała Fort Capuzzo, podczas gdy 4 Brygada Pancerna miała dołączyć do 7 Brygady Pancernej, aby zmierzyć się z 5 Dywizją Lekką na zachodzie. Tej nocy, dowiadując się o postępach 5 Dywizji Lekkiej, Messervy podjął inicjatywę i nakazał swoim siłom wycofać się i nakazał pozostałym Matyldom z 4 Brygady Pancernej stworzyć ekran osłonowy, aby uchronić wycofującą się piechotę przed zbliżającymi się z zachodu czołgami. 7 Brygada Pancerna straciła rano ponad połowę czołgów pościgowych i jej siła spadła do 21 sprawnych maszyn. 4 Brygada Pancerna została zredukowana do 17 Matyld.

### 17 czerwca
O godz. 4:30 siły pancerne Rommela rozpoczęły swój atak. 5 Dywizja Lekka spotkała się w boju z 7 Brygadą Pancerną o 6:00 i zaczęła ją spychać. Do 8:00 tego ranka Niemcy dotarli do Sidi Suleimana. W Forcie Capuzzo wczesne poranne ruchy 15 Dywizji Pancernej doprowadziły Messervy'ego do przekonania, że kolejny atak jest nieuchronny i w ten sposób anulował rozkazy Beresforda-Peirse'a dla 4 Brygady Pancernej, aby wzmocnić 7 Brygadę, aby czołgi mogły zostać zatrzymane na miejscu. Połączenie tych dwóch wydarzeń wywołało poważne zaniepokojenie u Creagha, który następnie wysłał wiadomość do Beresford-Peirse'a, prosząc o jego obecność w celu uzyskania instrukcji. Wavell, który był z Beresford-Peirsem, przejął dowodzenie operacją i wsiadł do samolotu, by polecieć na stanowisko dowodzenia Creagha w Halfway House. Wiadomość ta została również przechwycona przez Niemców, jak napisał później Rommel: 

Brzmiało to podejrzanie, jakby brytyjski dowódca nie był w stanie poradzić sobie z sytuacją. Teraz jest oczywiste, że w swoim obecnym, oszołomionym stanie Brytyjczycy na razie nic nie zrobią, postanowiłem więc zaciągnąć sieć, przechodząc do Halfaya

5 Dywizja Lekka i 15 Dywizja Pancerna, atakując odpowiednio z południowego zachodu i północnego zachodu, znajdowały się zaledwie 14 km od Halfaya. O 10:00, gdy dywizje pancerne przesunęły się na wschód, wpadły na pozostałe Matyldy 4 Brygady Pancernej, połączone na flance przez pozostałe czołgi pościgowe i artylerię 7 Brygady Pancernej oraz 7 Grupy Wsparcia. Czołgi utworzyły osłonę, aby chronić 22 Brygadę Gwardii i 11 Brygadę Piechoty, gdy wycofały się w stronę Halfway House. O 10:45 Messervy skontaktował się z Creaghiem przez radio i mówiąc dla bezpieczeństwa w języku hindustani, poinformował go, że nakazał odwrót swojej piechoty z Fortu Capuzzo i Halfaya, który ma się rozpocząć o 11:00. W południe Wavell i Beresford-Peirse przybyli do Halfway House i dowiedzieli się o odwrocie, na co Wavell wyraził zgodę. Brytyjskie siły pancerne zatrzymały zbliżanie się niemieckich czołgów do Halfaya do godz. 16:00, kiedy to 22 Pułk Gwardii wycofał się.

## Następstwa

### Analiza
Churchill był niezadowolony z wyników operacji Battleaxe. Spodziewał się nie mniej niż pełnego sukcesu, a zamiast tego otrzymał wiadomość, że operacja się nie powiodła, mało tego, wysłane do niej najnowsze czołgi przepadły. Churchill zwolnił Wavella, ale nie mogło to wyglądać tak, jakby generał został ukarany lub tym bardziej, żeby powrócił do Anglii, gdzie można było zadawać mu niewygodne pytania. Zamienił więc na stanowisku Wavella z gen. Claude’em Auchinleckiem, naczelnym wodzem sił brytyjskich w Indiach. Wraz z Wavellem zwolniono Michaela O'Moore Creagha, którego zastąpił William Gott.
Beresford-Peirse został skrytykowany zarówno za swój plan, jak i za jego kontrolę nad przebiegiem operacji, a 4 października wysłano go do Sudanu na stanowisko dowódcy generalnego sił brytyjskich w tym kraju, w którym nie toczyły się żadne działania wojenne. Beresford-Peirse zajął miejsce Williama Platta, który został awansowany na naczelnego wodza nowo utworzonego dowództwa Afryki Wschodniej. Beresford-Peirse'a zastąpił na stanowisku dowódcy XIII Korpusu gen. Reade Godwin-Austen, były dowódca 12 Dywizji Afrykańskiej w kampanii wschodnioafrykańskiej.

### Straty
Alianci ponieśli 969 ofiar: 122 zabitych, 588 rannych i 259 zaginionych. Niemcy mieli 678 ofiar, w tym 93 zabitych, 350 rannych i 235 zaginionych, a Włosi ponieśli 592 ofiary. Brytyjczycy stracili 98 czołgów (3 lekkie, 30 Crusaderów i 65 Matyld), a spośród sił niemiecko-włoskich z grubsza 50 maszyn zostało wyłączonych z walki, z wyjątkiem tych czołgów, które zostały unieruchomione i naprawione podczas bitwy. Wojska Osi utrzymały pole bitwy i odzyskały niesprawne pojazdy, tylko 12 czołgów niemieckich zostało nieodwracalnie zniszczonych. Brytyjczycy stracili także 33 myśliwce i 3 bombowce na zaledwie 10 zestrzelonych niemieckich samolotów. Tak wysokie straty myśliwców RAF-u były spowodowane niewystarczającym przeszkoleniem pilotów i potrzebą ciągłej ochrony powietrznej sił lądowych; nieruchome patrole mogły być osłaniane tylko przez kilka samolotów, podczas gdy większość znajdowała się w tranzycie na pole bitwy, naprawiana, ponownie uzbrajana i tankowana.